# Alhandra (football)
Pour les articles homonymes, voir Alhandra.
Luís Miguel Assunção Joaquim, dit Alhandra, est un footballeur portugais né le 5 mars 1979 à Vila Franca de Xira. Il évoluait au poste d'arrière gauche.

## Biographie
Alhandra joue principalement en faveur de l'União Leiria, club où il reste 6 saisons.
Au total, il dispute 135 matchs en 1re division portugaise et inscrit 5 buts dans ce championnat.
Il reçoit par ailleurs 15 sélections en équipe du Portugal des moins de 21 ans entre 1998 et 1999.

## Carrière
- 1994-1998 :  Sporting Portugal (formation)
- 1998-1999 :  SC Lourinhanense (prêt)
- 1999-2000 :  FC Alverca
- 2000-2001 :  FC Porto B
- 2000-2002 :  Académica de Coimbra
- 2002-2008 :  União Leiria
- 2008-2009 :  Enosis Neon Paralimni
- 2009-2010 :  Gil Vicente[1],[2]

## Palmarès
- Finaliste de la Coupe du Portugal en 2003 avec l'União Leiria

## Statistiques
- 8 matchs et 0 but en Coupe de l'UEFA
- 135 matchs et 5 buts en 1re division portugaise
- 46 matchs et 7 buts en 2e division portugaise
- 23 matchs et 1 but en 1re division chypriote